# Polifenisme

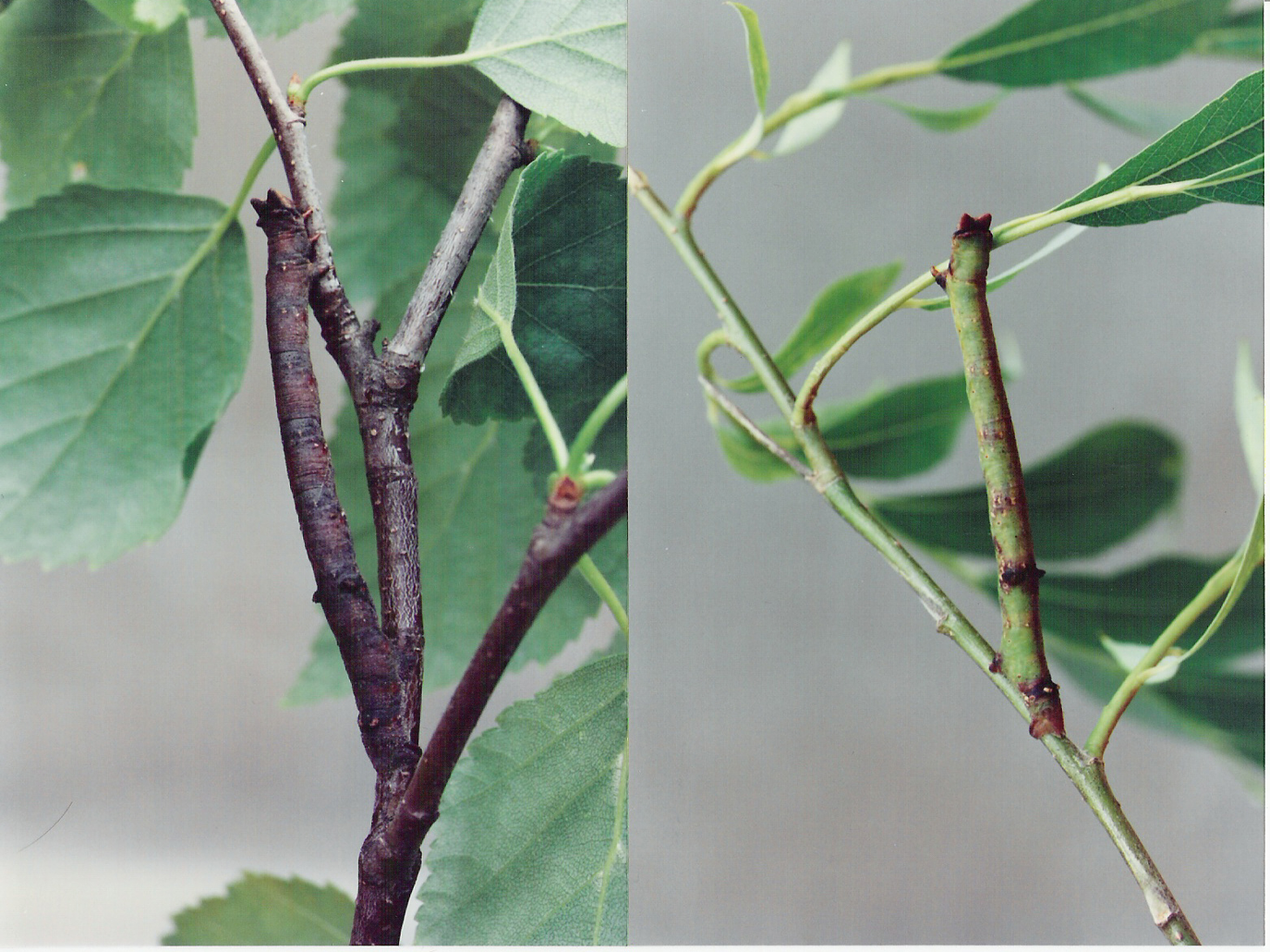
Erugues de Biston betularia sobre un bedoll (esquerra) i un salze (dreta), que mostren el polifenisme en la seva coloració.

Una característica polifènica és un tret pel qual molts fenotips discrets poden sorgir d'un sol genotip com a resultat de condicions ambientals que difereixen.

## Definició
Un polifenisme és un mecanisme biològic que causa que una característica sigui polifènica. per exemple, els cocodrils tenen el sexe determinat pel polifenisme i, per tant, és un tret polifènic.
Quan existeixen formes polifèniques al mateix temps en una població panmíctica (intercreuada) aquestes es poden comparar amb el polimorfisme genètic. Com en el cas de polifenisme el canvi entre les formes és mediambiental, però en el polimorfisme genètic la determinació de la forma és genètica.

## Exemples de polifenisme
- Determinació del sexe. Pot ser un avantatge per a la relació entre sexes quan hi ha més femelles que mascles. Però en els cocodrils la determinació del sexe depèn de la temperatura d'incubació dels ous i això els fa susceptibles, per limitació del rang on poden viure, en cel as de canvis del patró meteorològic. Aquesta és una de les causes proposades per l'extinció dels dinosaures.[2][4]
- El sistema de castes en els insectes socials

.

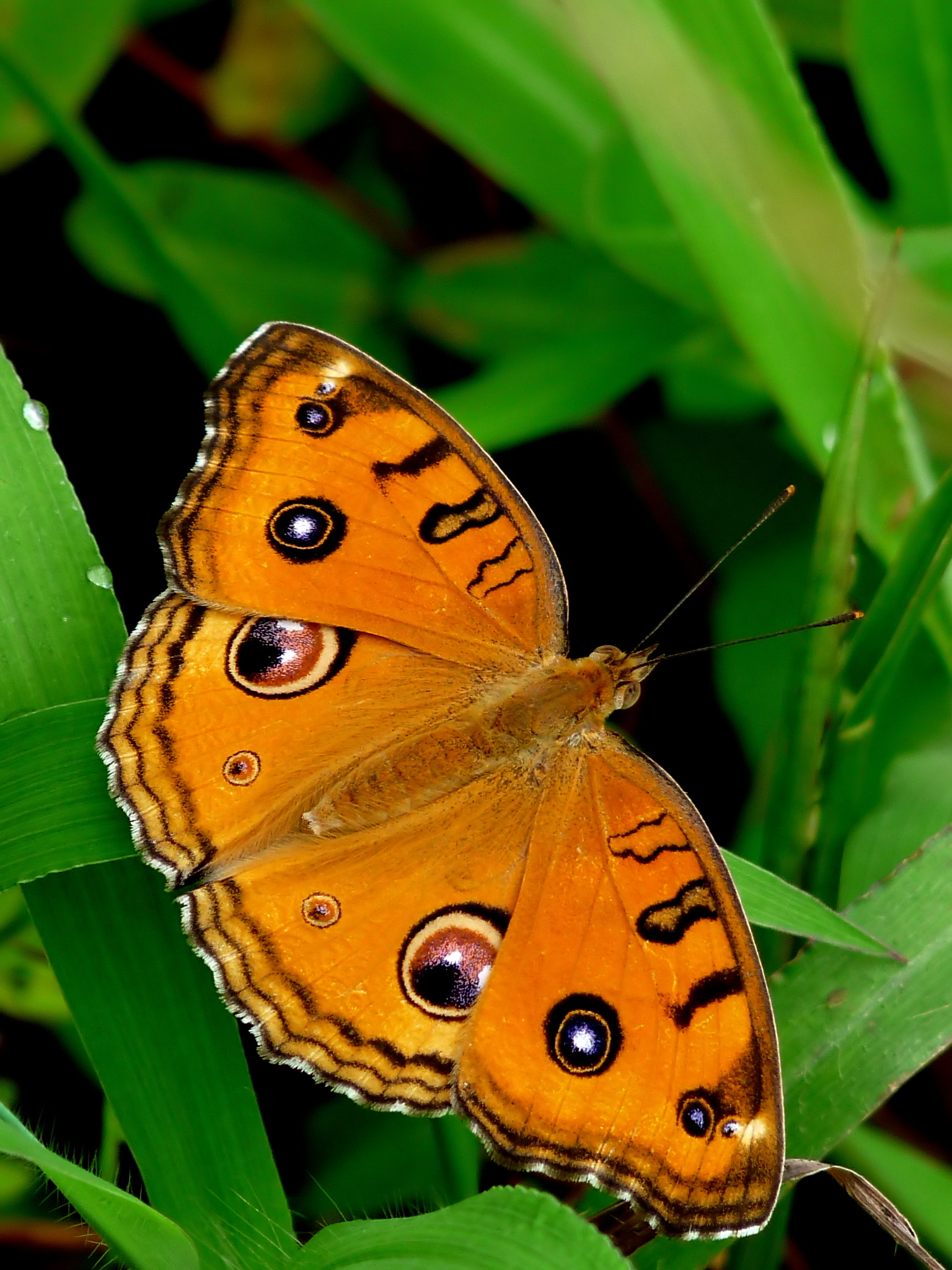
Canvi estacional en la pigmentació.[6]   -  Junonia almana, forma de l'estació humida (part de dalt)
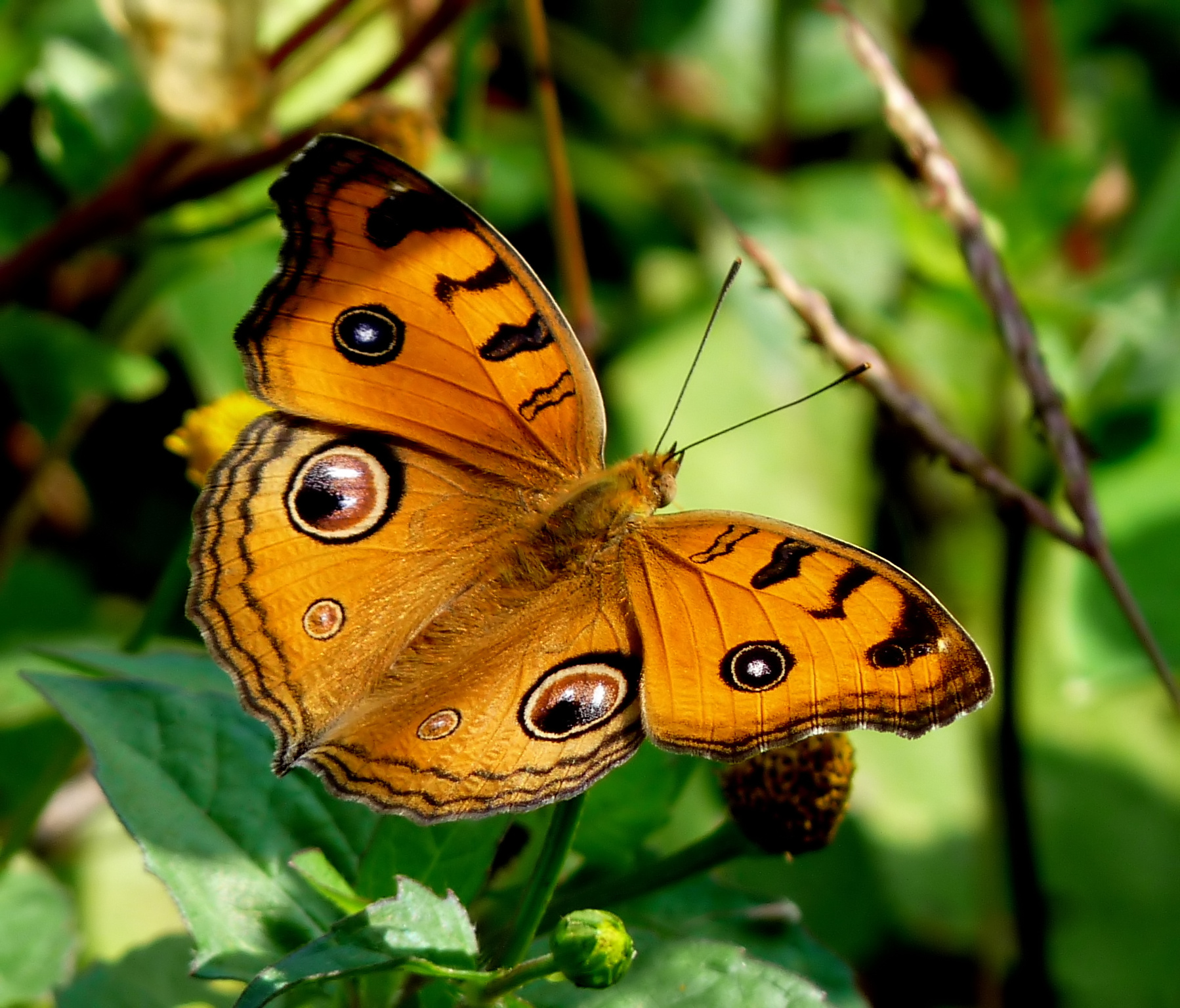
Junonia almana, forma de l'estació seca (part de dalt)
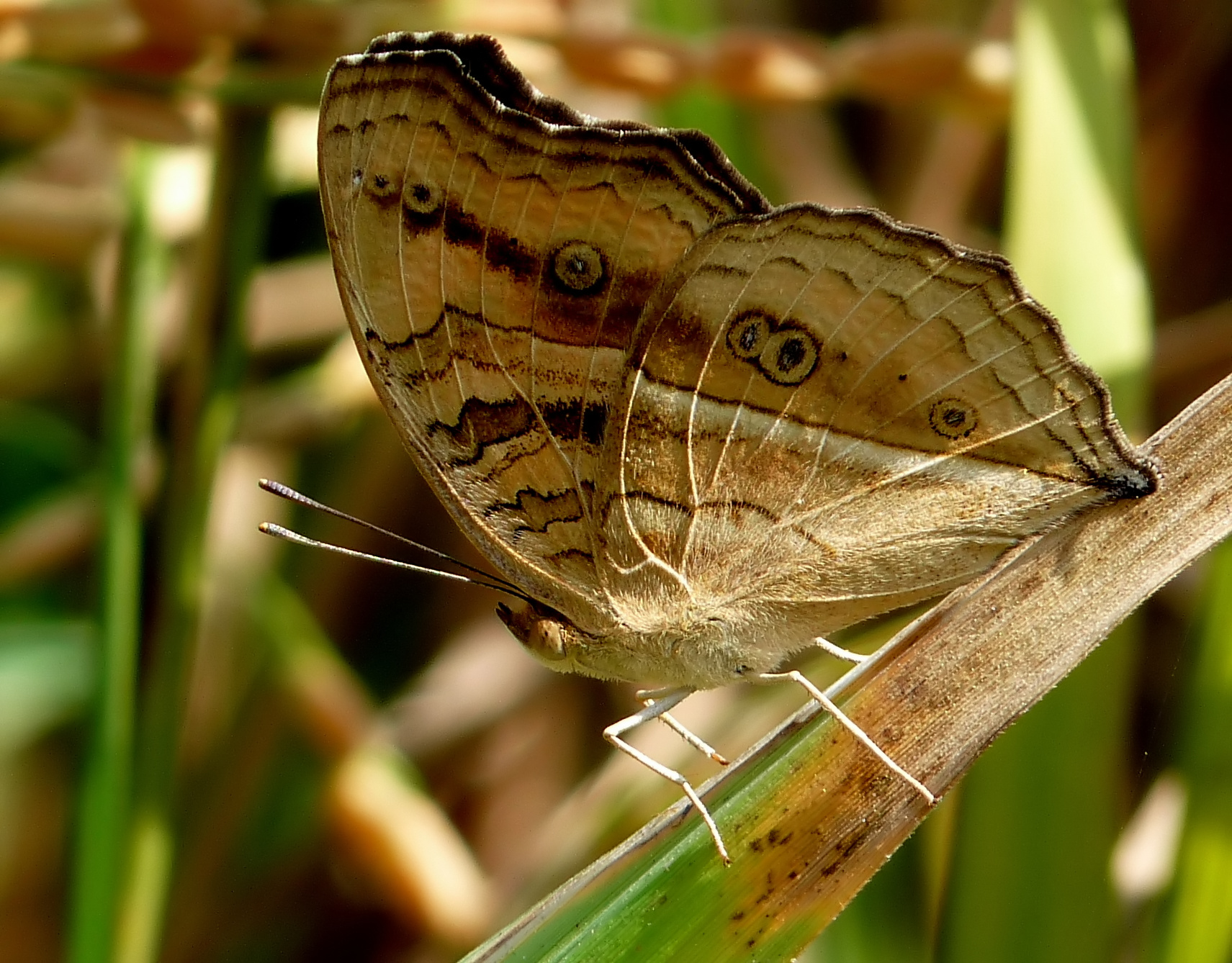
Junonia almana, en l'estació humida (part de sota)
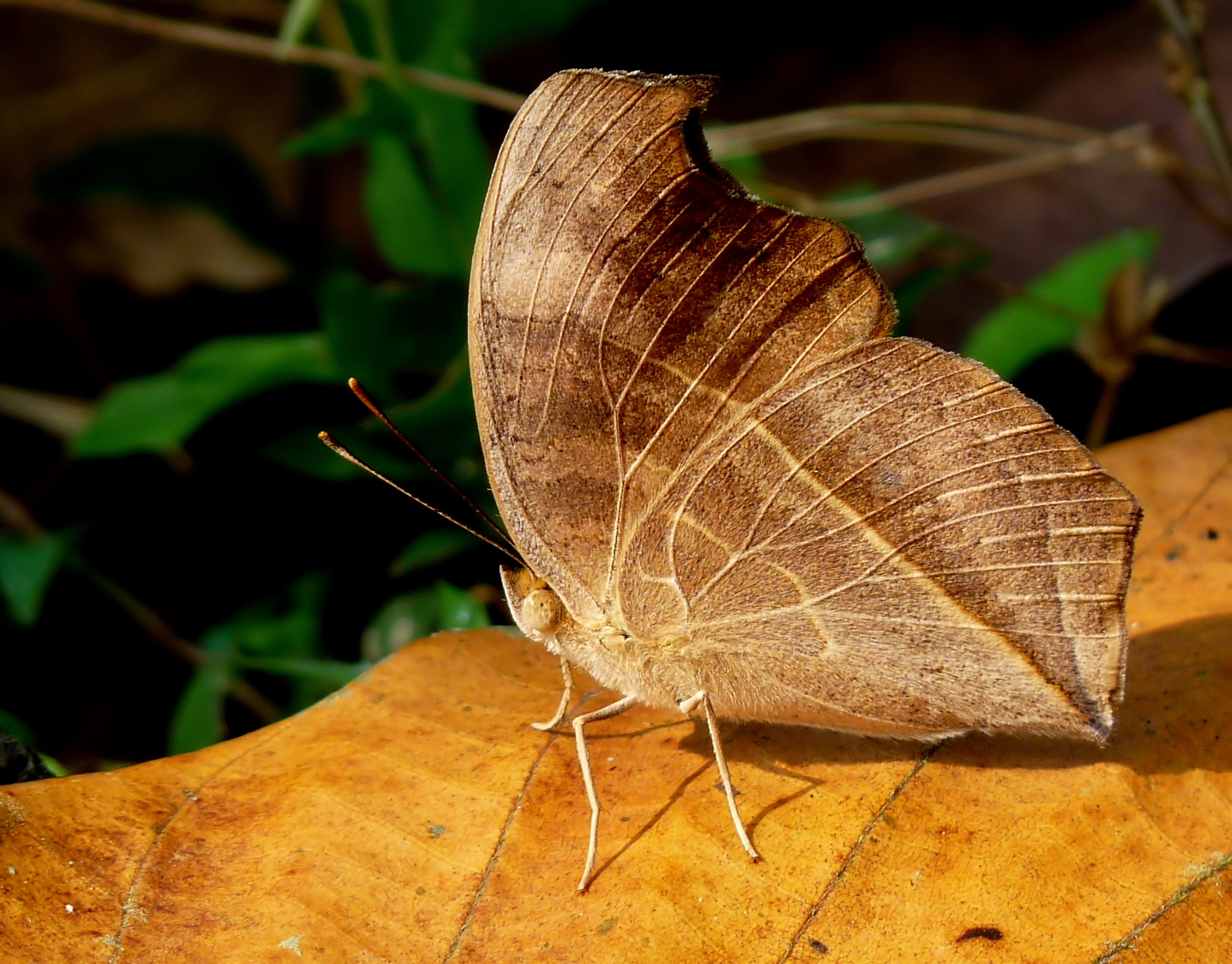
Junonia almana, forma d el'estació seca (part de sota)
  -  Junonia almana, forma de l'estació seca (part de dalt)
  -  Junonia almana, en l'estació humida (part de sota)
  -  Junonia almana, forma d el'estació seca (part de sota)

- Polifenisme induït per la depredació

.
- Polifenisme canibalistic, es presenta en alguns gripaus del desert

.
- Diapausa de Dauer en nematodes com per exemple en l'organisme model C. elegans